# Nojorid
Nojorid é uma comuna romena localizada no distrito de Bihor, na região histórica da Crișana (parte da Transilvânia). A comuna possui uma área de 125.57 km² e sua população era de 4532 habitantes segundo o censo de 2007.